# Kenny Washington (Schlagzeuger)

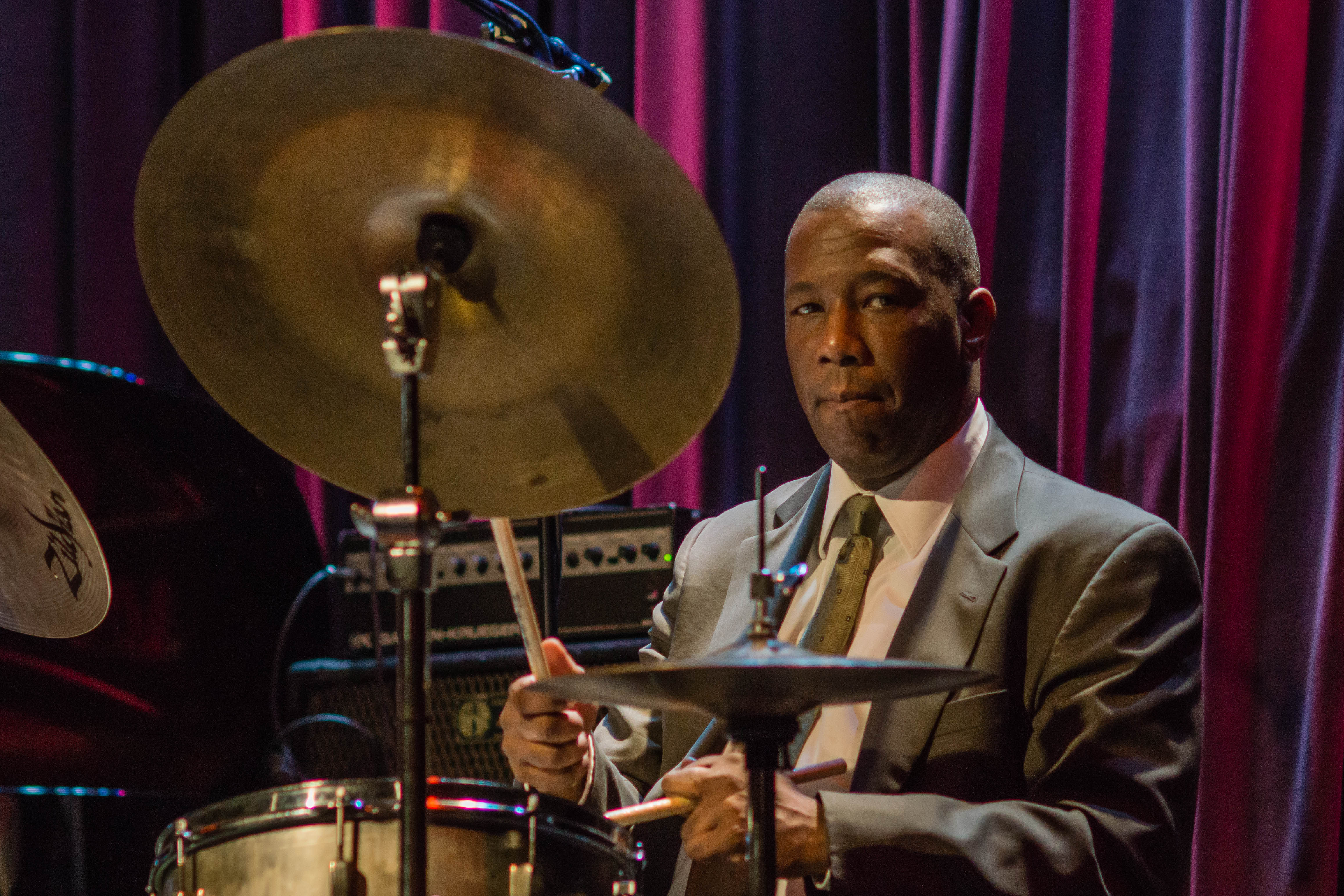
Kenny Washington (2012)

Kenny Washington (* 29. Mai 1958 in Brooklyn) ist ein US-amerikanischer Jazzschlagzeuger.
Washington, der in Staten Island aufwuchs, begann mit sieben Jahren mit dem Schlagzeugspiel. Er war Schüler des Schlagzeugers Rudy Collins und studierte an der LaGuardia High School for Music & Art. Bereits als Jugendlicher arbeitete er mit Lee Konitz, mit dessen Nonett er 1977 seine ersten Aufnahmen einspielte. 1978 bis 1979 trat er mit Betty Carter auf, im Folgejahr mit Johnny Griffin, später bei Tommy Flanagan. Er war Sideman zahlreicher Jazzmusiker, darunter auch von Dizzy Gillespie, Clark Terry und Bill Charlap und wirkte bei hunderten Sessions und Aufnahmen mit. Zu hören ist er u. a. auf Samara Joys Grammy-nominiertem Album Linger Awhile (2022) und der Folge-EP A Joyful Holiday (2023).
Daneben ist Washington Experte für Jazzgeschichte, der an der Wiederauflage von Jazzklassikern Art Blakeys und Count Basies mitwirkte und als Autor von Liner Notes hervortrat. Er unterrichtet Schlagzeug an der New School in New York und ist Moderator der Jazz-Radiostation WBGO. Der Bassist Reggie Washington ist sein Bruder.

## Lexikalischer Eintrag
- Leonard Feather, Ira Gitler: The Biographical Encyclopedia of Jazz. Oxford University Press, New York 1999, ISBN 0-19-532000-X.